# Pârâul Sărat, Netezi
Pârâul Sărat este un curs de apă, afluent al râului Netezi. 

## Hărți
- Parcul Vânători-Neamț